# Coriscos de Scepsis
Coriscos de Scepsis (floruit vers le milieu du IVe siècle av. J.-C.) est un philosophe grec né à Scepsis, disciple de Platon.
La sixième lettre de Platon est destinée à Coriscos et à deux de ses compatriotes : le philosophe Érastos et le tyran de Scepsis, Hermias d'Atarnée. Platon précise que Coriscos et Érastos maîtrisent parfaitement la « science des formes », mais restent novices en matière politique. Tous deux sont présentés comme des conseillers attitrés d'Hermias dans d'autres sources antiques (notamment dans un passage reconstitué des Philippiques de Démosthène).
Coriscos est régulièrement cité dans les œuvres d'Aristote comme individu-type.
D'après Strabon, son fils, Nélée de Scepsis, « fut également l'auditeur d'Aristote et de Théophraste ». Théophraste lui légua sa bibliothèque qui comprenait également celle d'Aristote.